# NGC 4809
NGC 4809 (również PGC 43969 lub UGC 8034) – galaktyka nieregularna (Im/P), znajdująca się w gwiazdozbiorze Panny. Odkrył ją 18 kwietnia 1855 roku R.J. Mitchell – asystent Williama Parsonsa. Oddziałuje grawitacyjnie z sąsiednią NGC 4810, galaktyki te stanowią parę skatalogowaną jako Arp 277 w Atlasie Osobliwych Galaktyk.
W galaktyce NGC 4809 zaobserwowano supernową SN 2011jm.